# 陳毅 (民国)
陳 毅（ちん き）は、中華民国の政治家。北京政府において、外蒙古で各職を歴任した。字は士可。中華人民共和国の元帥・外交部長として著名な陳毅とは、同姓同名の別人である。

## 事績
清の附生。湖北両湖書院を卒業し、学部参事、図書館纂修、法律館纂修、憲政館統計科員などを歴任した。
中華民国成立後は、北京政府の総統府秘書、蒙蔵事務局参事、蒙蔵院参事を歴任する。1915年（民国4年）6月、烏理雅蘇台佐理員に任じられた。1917年（民国6年）12月、庫倫（ウランバートル）弁事大臣に任じられる。1920年（民国9年）8月、西北籌備使兼西北辺防司令兼督弁外蒙善後事宜に任じられた。9月には、庫烏科唐鎮撫使に転任している。
翌年になると、モンゴル軍がロシア白軍と連合して庫倫を攻撃してきた。陳毅は軍を率いて防戦したが、敗北して庫倫は陥落する。同年3月、陳毅は職務を罷免された。
以後、陳毅の行方は不詳である。